# 浙江教学月刊社
浙江教学月刊社，全称浙江外国语学院浙江教学月刊社，前称浙江教育学院教学月刊社，是一家位于中华人民共和国浙江省杭州市的杂志社，由浙江外国语学院主管、主办，出版《教学月刊·中学版》、《教学月刊·小学版》、《作文新天地》、《小学生世界》等报刊。杂志社最早成立于1982年5月《教学研究》更名为《教学月刊》时，是负责《教学月刊》出版、发行业务的对外联系机构，后编辑出版报纸《小学生天地》、《小学生世界》，名噪一时。2020年，因《生活在树上》引发的2020年高考作文满分事件而受到舆论关注。

## 历史

### 前身及建社初期
1958年6月，浙江省教师进修学院创办《中小学教学研究资料汇编》，后改名为《教学研究》，至1964年5月停刊:437。1978年浙江教育学院建立后，次年8月学院恢复出版《教学研究》:437。1981年，分别创办《教学研究（中学版）》双月刊和《教学研究（小学版）》双月刊。1982年5月改为《教学月刊》，分别出版中学文科版、中学理科版和小学版3种刊物，并均扩大为向全国公开发行:437。随着《教学研究》更名为《教学月刊》，教学月刊编辑部与教学月刊社成立。前者为刊物编辑机构，后者为负责出版、发行业务的对外联系机构，下设中学理科版编辑室、中学文科版编辑室、小学版编辑室和教学资料出版发行科等部门:438。

### 20世纪八九十年代
20世纪八九十年代，从发行量来看，成绩最突出的是《小学生天地》及《小学生世界》:440。1983年，创办《教学月刊（政治理论版）》，1985年改名为《政治课教学》。1984年5月20日，浙江省委宣传部任命竹建华为教学月刊社主任，至此确立浙江教育学院教学月刊社为隶属于学校的正处级机构单位。1985年创办《小学生天地》，为半月刊，以省内发行为主。1986年，建立全省通讯员队伍，每年召开工作会议奖励优秀导读员、优秀发行员等。1989年，全国开展报刊整顿，报刊数量被压缩，《小学生天地》和《教学月刊（小学版）》停刊。:437:438
1990年9月，经浙江省新闻出版局批准，创办《小学生世界》取代原《小学生天地》，为周报，面向省内小学生发行。创办之际，时任全国人大常委会副委员长陈慕华题写报名，全国政协副主席康克清为报纸撰写署名文章《雷锋是全国青少年的好榜样》:442。1993年9月，国家新闻出版总署同意《小学生世界》编入国内统一刊号，面向全国公开出版发行。:437同年，月刊社与学校签订经济责任书，学校以确定经济责任指标的方式，对教学月刊社进行考核、管理。1994年，为加强行政和业务工作，教学月刊社由主任制改为社长和总编制。:437:4381999年，在建社20周年之际，全国人大常委会副委员长路甬祥、国家教委副主任柳斌、浙江省政协主席刘枫、中共浙江省委副主席刘锡荣、浙江省副省长鲁松庭等领导为教学月刊社题词:442。

### 21世纪
进入新世纪后，随着社会的发展，传统报刊业面临挑战，《小学生世界》发行量开始下降，社内进一步细分市场，开发新产品应对读者需求:440。另一方面，在浙江教育学院办学条件逐步改善后，2000年9月，面积达2500平方米的教学月刊社办公用房竣工，同年月刊社以220万元入股“浙江广育报业印务有限公司”:438。2001年，以“浙江教育学院教学月刊社”的名义办理了事业单位法人登记。2001年8月，《教学月刊（中学文科版）》更名为《教学月刊（中学版）》；《教学月刊（中学理科版）》更名为《教学月刊（小学版）》，取代停刊的原小学版。:437-4382003年，成立独立法人、出版物发行（批发）单位浙江江南书社:438。2004年9月，经国家新闻出版总署同意（新出报刊〔2004〕1080号），《政治课教学》更名为《作文新天地》，于2005年1月起正式出版，面向全国公开发行:438。2007年，进行内部机构改革，将4个编辑部整合为小学部和中学部。同年，为扩大发行渠道，教学月刊社开始尝试与浙江省新华书店、民营书店等合作，以发行代理的方式发行《教学月刊（中学版）》:439-440。
2010年5月，浙江教育学院改名为浙江外国语学院。次年，浙江教育学院教学月刊社更名为浙江教学月刊社:438。在面临新机遇和新挑战的同时，该社积极推进理念、内容、体制、机制等创新，深化“走转改”，积极探索改革发展之路。

### 歷任社長
創社社長不詳。第二任社長董景尧，1998年初担任社长兼党支部书记，至2013年末退休。目前（2020年）第三任社長兼总编辑是陈永华，杭州师范大学前教授，兼任該月刊社的小学部主任。

## 概况
教学月刊社是由浙江外国语学院出资组建的直属法人单位，实行企业化管理。报刊的发行是月刊社主要的盈利来源。报馆位于杭州市西湖区文二路174号。至2015年10月，办公用房2500平方米，内设办公室、财务科、出版印制部、发行部、中学部、小学部6个部门，有工作人员40人，其中学校聘任的事业编制人员20人、社内聘用的合同制人员20人。:438:440合同制人员为向外聘请的20位专家、教授、教研员，担任兼职编辑。该社的宗旨为“为基础教育服务、为深化教育教学改革、全面推进素质教育服务”。

## 下属刊物
《小学生世界》是一份面向小学生、幼儿的综合性报纸，分中高年级版、低年级版和幼儿版三个版本。《教学月刊（中学版）》为旬刊，是面向中学各科教师的学术性期刊，分教学参考、试题研究、教学管理三个版本编辑出版。是全国中等教育类核心期刊，也是浙江省唯一公开出版、面向中学教师和教育管理工作者的综合性教育期刊。《教学月刊（小学版）》为旬刊，是主要面向小学教师的学术性期刊，分语文、数学、综合三个版本编辑出版，是浙江省唯一公开出版、面向小学教师的专业期刊。《作文新天地》为面向中小学生的写作指导类期刊，分高中、初中和小学三个版本编辑出版。至2015年10月，四刊物的发行量均在30万册左右。:438《杭州日报》评价称，教学月刊社所属的“三刊一报”为浙江的基础教育发挥了独特的作用。

## 争议
2020年高考阅卷工作结束后，教学月刊微信公众号推出“高考作文阅卷组长评高考满分作文”系列稿件。首期刊载文章《生活在树上》，该文在高考作文评卷中，第一位阅卷老师给分39分，第二、三位老师给分55分，最终经复审得满分60分。本文大量引用冷门的名人名言和冷僻字词，被发布到网络后便走红，有网友开展对本文的改编、“翻译”。同时也引发了舆论争议，各方学者看法不一，网友也争论不休。3日下午，微信上《生活在树上》的原文章已被删除。4日，杂志社工作人员告诉澎湃新闻记者，文章来自作文阅卷组，杂志社原计划持续发布满分作文，但考虑到浙江高考招生工作正在进行，又因为“一些技术原因”，决定删除文章，至于后续是否继续更新还未确定。